# Ernst Widmer (calciatore)
Ernst Widmer (Basilea, 1887 – ...) è stato un calciatore svizzero.

## Carriera
Cresciuto nelle giovanili del San Gallo, a diciott'anni venne prelevato dal Milan insieme ad Oscar Giger. Si affermò subito come punta centrale d'esperienza, ponendosi al centro delle manovre d'attacco. Giocatore di sponda, era particolarmente abile nell'aprire varchi per gli inserimenti offensivi dei compagni, rinunciando talvolta alla finalizzazione personale. In maglia rossonera vinse da titolare gli scudetti del 1906 e del 1907.

## Palmarès
- Campionato italiano: 2

Milan: 1906, 1907

### Altre Competizioni
- Torneo FGNI: 1

Milan: 1906